# Polydesmus glabrum
Polydesmus glabrum är en mångfotingart som beskrevs av Peters 1864. Polydesmus glabrum ingår i släktet Polydesmus och familjen plattdubbelfotingar. Inga underarter finns listade i Catalogue of Life.